# Hydrocotyle grossulariifolia
Hydrocotyle grossulariifolia är en växtart i släktet Hydrocotyle och familjen araliaväxter.
Arten förekommer i nordvästra Sydamerika, från Bolivia i söder till Venezuela i norr. Den beskrevs av Henry Hurd Rusby 1920.